# Fleckenkolibri
Der Fleckenkolibri (Talaphorus chlorocercus, Syn.: Leucippus chlorocercus) ist ein Vogel aus der Familie der Kolibris (Trochilidae) und die einzige Art der somit monotypischen Gattung Talaphorus. Das Verbreitungsgebiet umfasst Teile von Kolumbien, Ecuador, Brasilien und Peru. Der Bestand wird von der IUCN als nicht gefährdet (Least Concern) eingeschätzt.

## Merkmale
Der Fleckenkolibri erreicht eine Körperlänge von 12 cm, wobei Flügel 5,8 cm, der Schwanz 4 cm und der Schnabelrücken 1,9 cm ausmachen. Die Oberseite und die Flügeldecken sind grün, wobei der Oberkopf und der Nacken eher bronzen gefärbt sind. Die Unterseite ist hellgrau, die Kehle von metallisch grünen Flecken durchzogen. Die dunkelgraubraunen Unterschwanzdecken sind weiß gesäumt. Hinter den Augen liegt ein weißer Fleck. Der Schwanz ist grün, die seitlichen Steuerfedern haben eine dunkle subterminale Binde und graue Spitzen.

## Verhalten
Sie gelten als Einzelgänger und sammeln vom Laub Insekten oder schweben in den verschiedenen Stratifikationsschichten vor kleineren Blüten um Nektar zu sammeln. Dabei agieren sie territorial und verscheuchen andere konspezifische Arten. Sie gelten als neugierig und so kann es passieren, dass sie selbst vor Menschen kurz herumschwirren, um diese zu überprüfen.

## Lautäußerungen
Ihr Ruf kling wie ein scharfes sik, sik, sik etc., das keinem bestimmten Muster folgt. So kann dabei auch nur eine gemächliche Reihe von einzelnen, doppelten oder dreifachen Piepstöne herauskommen. Meist sitzen sie beim Singen auf freiliegenden Zweigen in Höhen zwischen 2 und 4 Metern.

## Verbreitung und Lebensraum

Verbreitungsgebiet des Fleckenkolibris

Bei Puerto Nariño wurden sie im März in Brutstimmung beobachtet. Auf der Isla Corea in der Nähe von Leticia wurden sie relativ häufig gesichtet. Nach Brasilien zieht sich das Verbreitungsgebiet von Leticia über Feijoal in den Bundesstaat Amazonas. In Ecuador kommen sie in den Tiefebenen im Nordosten von Ecuador vor. Hier sind sie am Río Napo bis nach Puerto Misahuallí verbreitet. In Peru kommen sie in relativ trockenem Gestrüpp und an den Rändern von trockenen Wäldern im Nordosten des Landes vor. Hier sind sie in Höhen unter 800 Metern präsent.

## Etymologie und Forschungsgeschichte
John Gould beschrieb den Fleckenkolibri unter dem Namen Leucippus chlorocercus. Die Typusexemplare stammten aus Nauta, sowie vom Unter- und Oberlauf des Río Ucayali. lange wurde er unter der von Charles Lucien Jules Laurent Bonaparte 1850 eingeführten Gattung Leucippus geführt. Der Gattungsname bezieht sich auf »Leukippos Λεύκιππος« aus der griechischen Mythologie. Heute gilt er als einzige Art der von Étienne Mulsant und Édouard Verreaux 1874 für den Fleckenkolibri eingeführten monotypischen Gattung Talaphorus. Dieser Name ist ein griechisches Wortgebilde aus »talas ταλας« für »armseelig« und »-phoros, pherō -φορος, φερω« für »-tragend, tragen«. Der Artname setzt sich aus den griechischen Worten »chloros χλωρός« für »grün« und »kerkos κερκος« für »Schwanz« zusammen.